# Homoplectra doringa
Homoplectra doringa är en nattsländeart som först beskrevs av Milne 1936.  Homoplectra doringa ingår i släktet Homoplectra och familjen ryssjenattsländor. Inga underarter finns listade i Catalogue of Life.